# Compagnie morbihannaise et nantaise de navigation
La Compagnie morbihannaise et nantaise de navigation (MN) est une compagnie maritime française. 
Devenue propriété de la société Worms & Cie, elle a été créée en 1987 de la fusion de plusieurs autres compagnies comme les Messageries de l'Ouest, la Compagnie nantaise de navigation à vapeur (CNNV) et la Compagnie des chargeurs de l'Ouest.
Immatriculée au registre du commerce (854-801-107) le 16 octobre 1954, elle est radiée le 17 décembre 1993.
Immatriculée au registre du commerce (332-946-185) le 9 juillet 1985, elle est radiée le 13 décembre 1999.
En 2001, elle est scindée en deux parties, la Compagnie maritime nantaise (CMN) en activité. et la Société morbihannaise de navigation (SMN).

## Histoire

### Société des voiliers nantais
En 1894, fut constituée à Nantes la société des Voiliers Nantais (SVN). Sa flotte se composait de 8 voiliers trois-mâts et d'un vapeur qui transportaient essentiellement du blé (Australie), du nickel (Nouvelle-Calédonie) et des nitrates (Chili).

### Compagnie nantaise des chargeurs de l'Ouest
Créée à Nantes en 1902, ses cargos étaient affectés aux trafics Europe, États-Unis, Amérique du Sud.

### Messageries de l'Ouest
En 1905, Messieurs Pergeline (de la CNNV et des Voiliers Nantais) et Le Cour Grandmaison (des Chargeurs de l'Ouest) firent l'acquisition, pour le compte d'une société à créer - les Messageries de l'Ouest - d'une part importante de la flotte de la Compagnie de Navigation de la Basse-Loire, dont le Bellislois construit en 1872, Les Clouets, Le Pellerin, Ville de Palais, Indret, Sainte-Anne, Trentemoult, Roche-Maurice, Chantenay (1888) et Basse-Indre.
Les Messageries de l'Ouest assuraient des services réguliers sur la Loire et entre Nantes, L'Île-d'Yeu et Belle-Île.

### Compagnie nantaise de navigation à vapeur
Créée à Nantes en 1882, elle succédait à l'armement de Raoul Régnault en assurant le trafic entre Nantes et le Canal de Bristol, Liverpool, Glasgow et Hambourg. 
Dès 1884, la CNNV s'orienta vers la navigation au long cours, surtout à destination de l'Indochine et de l'Amérique du Sud. Elle transporta notamment les forçats de l'Île de Ré à la Nouvelle-Calédonie puis en Guyane.
En 1920, la CNNV absorba les Messageries de l'Ouest, mais en 1932, à la suite de la catastrophe du Saint-Philibert (juin 1931), une Assemblée Générale partagea ses activités fluviales et côtières entre trois nouvelles sociétés: les Messageries de l'Ouest, la Compagnie de Navigation de la Loire Maritime (CNLM) et la Compagnie Morbihannaise de Navigation (CMN) à qui était apporté le matériel naval afférent à l'exploitation de la ligne Quiberon - Belle-île.

### Compagnie morbihannaise et nantaise de navigation
En 1938, la CMN devenait filiale de la Compagnie Nantaise des Chargeurs de l'Ouest, produit de la fusion de la CNNV et des Chargeurs de l'Ouest; en 1968 filiale de la CHNP, puis filiale de la Compagnie Navale Worms devenue Compagnie Nationale de Navigation en 1986.
En 1987, la CMN, après dissolution de la SNCO, à l'initivative de son Président François Monty, administrateur de deux sociétés, prenait le nom de Compagnie Morbihannaise et Nantaise de Navigation: MN.
Elle est ainsi l'héritière de deux traditions: l'une de transport maritime au cabotage ou au long cours, l'autre de services de passagers ou marchandises en navigation côtière. C'est la raison des deux pavillons que la MN arbore sur ses navires.

## Lignes régulières
- Ligne Quiberon - Le Palais à Belle-Île (passagers et véhicules);
- Ligne Quiberon - Sauzon à Belle-Île
- Ligne Quiberon - îles de Houat et de Hœdic
- Ligne Lorient - Sauzon à Belle-Île
- Ligne Lorient - Île de Groix

La concession de ces lignes a été donnée depuis le 1er janvier 2008 à la Compagnie Océane. 

### Flotte et armements
- Le Belem.